# 11022 Serio
11022 Serio este un asteroid din centura principală de asteroizi.

## Descriere
11022 Serio este un asteroid din centura principală de asteroizi. A fost descoperit pe 5 martie 1986 la Stația Anderson Mesa de Edward L. G. Bowell. El prezintă o orbită caracterizată de o semiaxă mare de 2,61 ua, o excentricitate de 0,15 și o înclinație de 15,6° în raport cu ecliptica.